# Petra Maria Kraxner
Petra Maria Kraxner (* 1982 in Zams, Tirol) ist eine österreichische Dramatikerin und Lyrikerin.

## Leben
Petra Maria Kraxner wuchs in Tobadill auf. Sie studierte Anglistik, Amerikanistik, Theater-, Film- und Medienwissenschaften in Wien sowie  szenisches und lyrisches Schreiben am Deutschen Literaturinstitut in Leipzig.
Ihr Stück Blau Baum Grün wurde 2005 unter anderem in Prag und Edinburgh im Rahmen des Fringe Festivals aufgeführt. 2008 wurde sie mit ihrem Stück KESt zu den Autorenwerkstattagen am Wiener Burgtheater eingeladen. Szenische Lesungen von Kraxners Stücken fanden am Burgtheater, am Volkstheater (Wien) (März 2010), am Theater Freiburg sowie im Literaturhaus Innsbruck (Jänner 2010) statt.
2009 wurde Petra Maria Kraxner für die Dramatisierung der Biografie von Georg Trakl das Große Literaturstipendium des Landes Tirol zuerkannt. Das Stück Die Bläue bleibt in etwa zu 52% wurde im Juni 2012 im Rahmen des Tiroler Dramatikerfestivals am Westbahntheater uraufgeführt. 2013 wurde Kraxners Stück Die gesetzliche Verordnung zur Veredelung des Diesseits am Burgtheater Wien uraufgeführt und am Landestheater Innsbruck nachgespielt.
Sie veröffentlichte lyrische Texte in Zeitschriften und Anthologien, so etwa im Band Cognac und Biskotten. Female Lyrics aus dem Jahr 2013. In der Zeit der coronabedingten Lockdowns zählte Kraxner zu den vom Literaturhaus am Inn eingeladenen Autorinnen, die über einen Zeitraum von fünf Tagen Journale verfassten, die online auf den Seiten des Literaturhauses veröffentlicht wurden. Ihr Journal umfasste die erste Aprilwoche 2020, vom 1. bis 7. April. Foto3 – 12fassungen.
Im Rahmen des Symposiums Sinn egal. Körper zwecklos der Forschungsplattform Elfriede Jelinek der Universität Wien hielt Kraxner 2014 eine kritische Rede zur Situation junger Dramatiker. In der Folge entstand die Performance Jung & kreativ #lebenslänglich.
Am Freien Theater Innsbruck kam am 13. November 2015 Petra M. Kraxners Elektra und der Bär zur Uraufführung. Der Auftrag für dieses Werk, eine Koproduktion von Westbahntheater und Theater Praesent, wurde im Rahmen des Wettbewerbs Antike Frauen Heute vergeben. Medusas Floss, ein Auftragswerk für das Vorarlberger Landestheater Bregenz, kam am 15. Januar 2016 in der Regie von Alice Asper zur Uraufführung.
Für ein Dramenprojekt über Sozialstatistik erhielt Petra Maria Kraxner im Juni 2015 erneut das Große Literaturstipendium des Landes Tirol zugesprochen.
Im November 2020 wurde Kraxners Stück Alter Ego aufgrund der COVID-19-Pandemie in Österreich als „Geisterpremiere“ in den Kammerspielen des Landestheaters Innsbruck uraufgeführt und über die Kanäle des Landes Tirol live gestreamt.
Kraxner lebt in Berlin.

## Werke (Auswahl)
Dramen
- 2002: Vom Grünen Sein
- 2005: Blau Baum Grün[13]
- 2007: KESt
- 2009: Nutella Town
- 2010: Die Bläue bleibt in etwa zu 52 %
- 2011: Die gesetzliche Verordnung zur Veredelung des Diesseits
- 2013: Digitale Fließbandarbeit
- 2014: Jung & kreativ #lebenslänglich Performance
- 2015: Elektra und der Bär
- 2016: Medusas Floß
- 2017: Schubladensong-Dreivierteltakt
- 2018: Dass ich es kaum ertrage vor lauter Liebe
- 2019: Alter Ego

Quelle: Thomas Sessler Verlag
Lyrik
- mit Barbara Aschenwald, Esther Strauß: Cognac und Biskotten. Female Lyrics. 2006, ISBN 978-3-950-19235-3.

Hörspiel
- 2005: Rudolf und das Christkind
- 2006: Rabenoase

Quelle: Forschungsinstitut Brenner-Archiv
Beiträge
- keine preise keine weitere bewerbung bei österreich sucht den superdramatiker keine tricks und tipps zur abkürzung der wege keine genies und keine opfer bitte ton treffen / klang und aus. In: Pia Janke, Teresa Kovacs (Hrsg.): „Postdramatik“. Reflexion und Revision. (= DISKURSE.KONTEXTE.IMPULSE. Publikationen des Elfriede Jelinek-Forschungszentrums. 11) Praesens Verlag, Wien 2015, ISBN 978-3-7069-0811-5, S. 406–412.

## Auszeichnungen
- 2007: Dramatikerstipendium des österreichischen Bundesministeriums für Unterricht, Kunst und Kultur
- 2009/2010: Großes Literaturstipendium des Landes Tirol
- 2010/2011: Werkzuschuss aus dem Jubiläumsfonds der Literar-Mechana
- 2011: Mira-Lobe-Stipendium des österreichischen Bundesministeriums für Unterricht, Kunst und Kultur
- 2015: Großes Literaturstipendium des Landes Tirol